# 白岩郡
白岩郡（ペガムぐん、はくがんぐん）は、朝鮮民主主義人民共和国両江道の東端に位置する郡。

## 地理
豆満江支流の博川水・東渓水が郡内を北へ流れる。郡の南部では南大川が源を発し日本海側・吉州方面へ流下している。
内陸交通の要となっており、日本海側吉州と両江道都恵山を結ぶ白頭山青年線が南部を走り、白岩駅から分岐した白茂線が北に郡を縦貫して茂山に向かっている。
北に大紅湍郡、西に普天郡・雲興郡と接する。南は咸鏡南道端川市、東は咸鏡北道延社郡・漁郎郡・吉州郡である。

## 行政区画
1邑・19労働者区・4里を管轄する。
| - 白岩邑（ペガムプ） - 光徳労働者区（クァンドンノドンジャグ） - 大沢労働者区（テテンノドンジャグ） - 徳立労働者区（トンニムノドンジャグ） - 東渓労働者区（トンゲロドンジャグ） - 博川労働者区（パクチョンノドンジャグ） - 白岩労働者区（ペガムノドンジャグ） - 復興労働者区（プフンノドンジャグ） - 山羊労働者区（サニャンノドンジャグ） - 三水坪労働者区（サムスピョンノドンジャグ） - セ峯労働者区（セボンノドンジャグ） - 十月十五日労働者区（シウォルシボイルロドンジャグ） | - 陽興労働者区（ヤンフンノドンジャグ） - 玉泉労働者区（オクチョンノドンジャグ） - 円峯労働者区（ウォンボンノドンジャグ） - 楡坪労働者区（ユピョンノドンジャグ） - 恩徳労働者区（ウンドンノドンジャグ） - 甑山労働者区（チュンサンノドンジャグ） - 千獣労働者区（チョンスロドンジャグ） - 青峯労働者区（チョンボンノドンジャグ） - 上壇里（サンダムニ） - 西頭里（ソドゥリ） - 暘谷里（ヤンゴンニ） - 黄土里（ファントリ） |

## 歴史
植民地期は咸鏡北道茂山郡・吉州郡の一部。

### 年表
この節の出典
- 1952年12月 - 郡面里統廃合により、咸鏡北道茂山郡三社面、吉州郡暘社面の一部、咸鏡南道端川郡北斗日面の一部地域をもって、咸鏡北道三社郡を設置。三社郡に以下の邑・里が成立。(1邑14里)
  - 三社邑・楡坪里・上壇里・東渓里・博川里・山羊里・西頭里・新田里・黄土里・千獣里・陽興里・白岩里・暘谷里・円峯里・大新里
- 1953年 (1邑2労働者区13里)
  - 三社邑が延岩里に降格。
  - 白岩里が三社邑に昇格。
  - 博川里が博川労働者区に昇格。
  - 楡坪里の一部が分立し、徳立労働者区が発足。
- 1954年10月 - 行政区画の見直しにより、両江道白岩郡となる。(1邑2労働者区14里)
  - 三社邑が白岩邑に改称。
  - 円峯里が咸鏡北道延社郡に編入。
  - 咸鏡南道広泉郡龍川里・芝草里を編入。
  - 咸鏡南道広泉郡大興里が大新里に編入。
- 1954年末 (1邑2労働者区16里)
  - 雲興郡嶺下里を編入。
  - 大新里の一部が分立し、大興里が発足。
- 1956年 - 龍川里・芝草里・大興里が咸鏡南道広泉郡に編入。(1邑2労働者区13里)
- 1957年 - 大新里が咸鏡南道広泉郡に編入。(1邑2労働者区12里)
- 1958年 (1邑3労働者区11里)
  - 延岩里の一部が分立し、延岩労働者区が発足。
  - 延岩里の残部が東渓里に編入。
- 1961年3月 (1邑7労働者区7里)
  - 咸鏡北道延社郡円峯里の一部を編入。
  - 嶺下里が雲興郡に編入。
  - 楡坪里の一部が分立し、楡坪労働者区が発足。
  - 東渓里が東渓労働者区に昇格。
  - 山羊里が山羊労働者区に昇格。
  - 陽興里が陽興労働者区に昇格。
  - 楡坪里の残部が咸鏡北道延社郡広陽里に編入。
- 1961年12月 (1邑7労働者区7里)
  - 白岩邑が白岩労働者区に降格。
  - 延岩労働者区が白岩邑に昇格。
- 1967年10月 - 円峯里が咸鏡北道延社郡広陽里の一部と合併し、咸鏡北道延社郡円峯労働者区となる。(1邑7労働者区6里)
- 1972年 - 黄土里の一部が楡坪労働者区に編入。(1邑7労働者区6里)
- 1981年 (1邑9労働者区5里)
  - 千獣里が千獣労働者区に昇格。
  - 白岩労働者区・陽興労働者区の各一部が合併し、大沢労働者区が発足。
- 1990年6月 - 大紅湍郡円峯労働者区および大紅湍労働者区の一部を編入。(1邑19労働者区5里)
  - 楡坪労働者区の一部が分立し、十月十五日労働者区・恩徳労働者区・玉泉労働者区が発足。
  - 徳立労働者区の一部が分立し、青峯労働者区が発足。
  - 大紅湍労働者区が分割され、復興労働者区・甑山労働者区が発足。
  - 円峯労働者区が分割され、三水坪労働者区・セ峯労働者区・円峯労働者区・光徳労働者区が発足。
- 1991年 - 新田里が白岩労働者区に編入。(1邑19労働者区4里)

## 交通
- 白頭山青年線
  - 蛇島駅 - 暘谷駅 - 合水駅 - 南渓駅 - 白岩青年駅
- 白茂線
  - 白岩青年駅 - 大沢駅 - 北渓水駅 - 上島内駅 - 島内駅 - 上黄土駅 - 山羊台駅 - 西頭駅 - 延坪駅 - 延岩駅 - 屈松駅 - 上坍駅 - 三社駅 - 天水駅 - 下黄土駅 - 楡坪洞駅 - 楡谷駅

## 産業
マグネサイトの鉱山がある。